# Utabaenetes tanneri
Utabaenetes tanneri är en insektsart som beskrevs av Tinkham 1970. Utabaenetes tanneri ingår i släktet Utabaenetes och familjen grottvårtbitare. IUCN kategoriserar arten globalt som sårbar. Inga underarter finns listade i Catalogue of Life.